# شهرستان اوماتیلا (اورگن)
شهرستان اوماتیلا، اورگن (به انگلیسی: Umatilla County, Oregon) شهرستانی در ایالات متحده آمریکا است که در اورگن واقع شده‌است.

## خصوصیات
شهرستان اوماتیلا ۸٬۳۶۸٫۳ کیلومترمربع مساحت دارد.